# Derecik, Şemdinli
Derecik là một thị trấn thuộc huyện Şemdinli, tỉnh Hakkâri, Thổ Nhĩ Kỳ. Dân số thời điểm năm 2011 là 7.759 người.